# Riscos (série de televisão)
Riscos é uma série de televisão portuguesa da RTP1 de 1997 sobre a adolescência e os seus problemas. Realizada por Manuel Amaro da Costa e Santa Martha.

## Sinopse
A história desenrola-se num colégio, onde é possível acompanhar o dia a dia de um grupo de adolescentes. Uma série que transmite os problemas essenciais de uma geração, mas também os seus valores de amizade, camaradagem e espírito de equipa.

## Elenco
- Alexandra Lencastre - Lídia
- Ana Rocha - Mariana
- Ana Zanatti - Margarida
- Diogo Infante - Pedro
- Edmundo Rosa - Bruno
- Fernando Martins - Diogo
- Frederico Ferreira - André
- Margarida Marinho - Vera
- Marta Furtado - Daniela
- Paula Neves - Maria João
- Sara Gonçalves - Rita

### Elenco adicional
- Alda Gomes
- Alexandre Ferreira
- Ana Azul - Lena
- Ana Bustorff- Mara
- Bárbara Elias - Catarina
- Canto e Castro
- Carlos Nóbrega - Tiago
- Cláudia Cadima - Mãe de Inês
- Cristina Carvalhal - Eduarda
- Diana Costa e Silva - Inês
- Eurico Lopes - Carlos
- Guida Maria - Rosa
- Helena Laureano - Adriana
- Hugo Bettencourt - João
- Hugo Sequeira
- Ivo Canelas
- Joana Seixas - Filipa
- Julie Sargeant - Paula
- Joaquim Horta
- João Lagarto - Afonso Reis
- João Perry - Pai de Bruno
- José Wallenstein - Abel
- Lugui Palhares - Guilherme
- Luís Gaspar
- Márcia Leal - Patrícia
- Maria Elisa Domingues - Mãe de Bruno
- Marques D'Arede
- Miguel Hurst - Zeca
- Nuno Lopes
- Nuno Távora
- Paulo Pires - Rogério
- Paulo Rocha
- Petra Faustino - Sofia
- Pedro Cunha - Ulisses
- Pedro Pulido Valente
- Peter Michael - Paulo
- Rita Frazão - Sofia
- Rogério Samora
- Roberto Lopes - Augusto
- Sílvia Marques
- Susana Arrais
- Pedro Matos - David
- Vitor Norte - Pai de Inês
- Virgilio Castelo - Edmundo

## Banda sonora
- 1. Lie to Me - Jonny Lang
- 2. Tomorrow - James
- 3. Gritar - Marta Dias
- 4. Crave - Nuno
- 5. What do you want from me - Monaco
- 6. After all - The Cardigans
- 7. Say what you want - Texas
- 8. Groove Junkie - Cool Hipnoise
- 9. Free me - Cast
- 10. 7 Fingered Friend - Primitive Reason
- 11. Paixão - Black Out
- 12. Crazy You - Gun
- 13. When dreams turn to dust - Cathy Dennis
- 14. Sometimes - the Brand new heavies
- 15. Novas manhãs - Raul Marques
- 16. Save me, I'm Yours - Gene
- 17. Prece - Quinta do Bill
- 17. É difícil - Pedro Abrunhosa
- 18. Horas do tempo - João Pedro Pais